# 久友村
久友村（ひさともむら）は、1956年（昭和31年）まで広島県豊田郡にあった村。同じ大崎下島にて隣接する大長村や御手洗町と合併し、「豊村」となり、地方自治体としてのその歴史を閉じた。現在の呉市の東南の一部にあたる。

## 地理
- 海洋：瀬戸内海
- 島嶼：大崎下島、三角島、鍋島[3]

## 歴史
- 1889年（明治22年）4月1日、町村制の施行により、豊田郡久比村、沖友村の2村が合併して村制施行し、久友村が発足[1][2]。
- 1906年（明治39年）柑橘販売生産利用組合設立[3]。
- 1956年（昭和31年）3月31日、豊田郡御手洗町、大長村と合併し、豊町を新設して廃止された[1][2]。

## 産業
- 果樹[3]

## 教育
- 1948年（昭和23年）県立忠海東高等学校下島分校開校[3]。1978年（昭和53年）県立豊高等学校として独立したが[3]廃校となった。